# Nicolai Christensen
Nicolai Christensen (født 11. Februar 1992) er en dansk professionel fodboldspiller på midtbanen, der i øjeblikket spiller for IK Skovbakken.
Han til AGF som førsteårs drengespiller i 2005 fra samarbejdsklubben Grenaa IF. Nicolai fik debut for AGF på hjemmebane mod FC Roskilde den 13. april 2011.
I sommeren 2011 skiftede han Hobro IK på en 2-årig kontrakt, da han ikke fik aftalen forlænget med AGF.

## Eksterne Henvisninger
- Nicolai Christensens spillerprofil i DBU's Landsholdsdatabase
- Nicolai Christensens spillerprofil på Transfermarkt (engelsk)
- Nicolai Christensens profil hos FootballDatabase.eu (engelsk)